# Dasyuromyia inornata
Dasyuromyia inornata là một loài ruồi trong họ Tachinidae.